# Abhurite
L'abhurite est un minéral composé d'étain, d'oxygène, d'hydrogène et de chlore. Sa formule est Sn21O6(OH)14Cl16,, ou Sn3O(OH)2Cl2. Son nom provient de sa localité type (lieu où une espèce minérale est localisée pour la première fois), une épave de navire où se trouve de l'étain, située à Sharm Abhur, crique près de Djeddah dans la Mer Rouge. L'abhurite se forme aux côtés d'autres minéraux de l'étain, tels que la cassitérite et la romarchite.

## Localité et formation
L'abhurite se forme par le contact entre un matériau en étain et l'eau de mer. En 1977, le minéral, formé sur une épave de navire, près de l'île d'Hidra, en Norvège, est trouvé sur des plaques d'étain et décrit, mais l'IMA (Association internationale de minéralogie) ne reconnait pas ce rapport. En plus des localités d'Hidra et de Sharm Abhur, il est trouvé sur des lingots d'étain dans l'épave du navire Uluburun. On retrouve l'abhurite avec d'autres minéraux d'étain, comme la cassitérite et la romarchite, et des minéraux de carbonate de calcium comme la calcite et l'aragonite. 